# Fondation Dapper

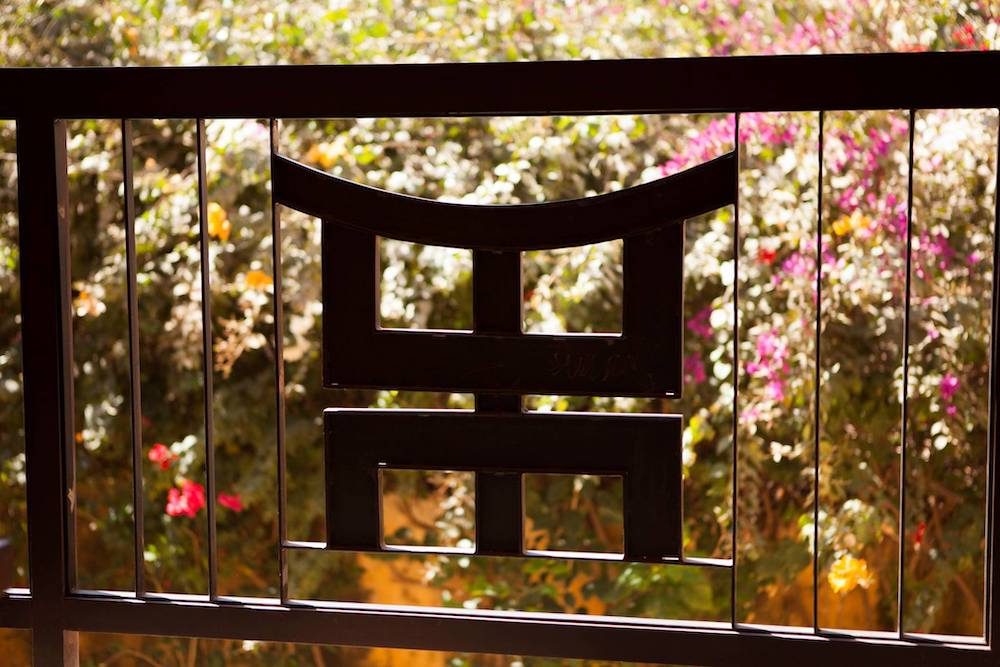
Fondation Dapper.

La Fondation Dapper est une organisation reconnue d’utilité publique et à but non lucratif œuvrant pour la promotion des arts de l’Afrique, des Caraïbes et de leurs diasporas.
Créée en décembre 1983 par Michel Leveau, la Fondation Dapper est actuellement présidée par Christiane Falgayrettes-Leveau.
Depuis 1986, la fondation a conçu une cinquantaine d'expositions au sein du musée Dapper à Paris avant sa fermeture le 18 juin 2017. Elle édite également des ouvrages, principalement des livres d’art. Aujourd'hui, la Fondation Dapper poursuit ses actions de façon nomade, notamment en Afrique et dans les Caraïbes.

## Origine
Passionné par le continent africain, Michel Leveau souhaite créer un organisme capable de mettre en lumière les arts anciens de l’Afrique subsaharienne, alors méconnus du grand public. Dans les maisons de vente, il acquiert des œuvres d’arts anciens dans le but de les présenter au plus grand nombre. Bientôt, cette collection devient « l’une des plus abondantes collections d’art africain en Europe ». En 1983, il crée la Fondation Olfert Dapper avec son épouse Christiane Falgayrettes-Leveau, journaliste spécialiste des cultures de l’Afrique subsaharienne, et ancienne élève de Maryse Condé et de Jacques Chevrier. Michel Leveau en devient le premier président.
La Fondation Dapper tire son nom de l’humaniste néerlandais du XVIIe siècle Olfert Dapper, auteur de Description de l’Afrique (1668) qui constitue aujourd’hui encore un ouvrage de référence pour les africanistes.
Les premières années, la fondation attribue des bourses d’études et de recherche dans les domaines de l’histoire et de l’ethnologie, ainsi qu’une aide aux publications scientifiques, notamment auprès d’étudiants et chercheurs du continent africain. En parallèle de ces activités, elle met en place une politique de conservation du patrimoine et de protection des œuvres d’art.

## Le musée Dapper
En 1986, le musée Dapper, dirigé par Christiane Falgayrettes-Leveau ouvre ses portes dans un hôtel particulier de l’avenue Victor-Hugo construit par Charles Plumet en 1901, afin de présenter des expositions d’arts africains anciens.
La première année, trois expositions sont organisées par la Fondation Dapper. Deux sont présentées au sein du Musée Dapper : Les Cabinets de curiosités au XVIIe siècle et Figures de reliquaire dites kota (mai – octobre 1986) tandis que la troisième se tient au musée des Arts décoratifs de Paris : Ouvertures sur l’art africain (mai – juin 1986).
Progressivement, s’ajoutent à la promotion des arts de l’Afrique d’autres aspects culturels des diasporas notamment des Caraïbes ainsi que l’ouverture à d’autres formes artistiques et à l’art contemporain. La Fondation Dapper inaugure le 30 novembre 2000 un nouvel espace culturel rue Paul-Valéry. Les travaux d’aménagement sont confiés à l’architecte Alain Moatti. L’espace héberge dorénavant une salle de spectacles d’une jauge de 190 personnes, une librairie et un café. Les salles d’expositions y sont également plus vastes.
Plusieurs fois par semaine, la Fondation Dapper accueille des manifestations dans son auditorium : spectacles de danse, concerts, pièces de théâtre, veillées et lectures, spectacles pour enfants (contes, cirque, marionnettes) ou encore cinés-débats. Le musée devient un espace de rencontre de référence pour les cultures et les arts de l’Afrique et de ses diasporas.
Dans ce nouveau lieu la Fondation Dapper met en place des expositions qui réunissent des œuvres issues de sa propre collection et de prêts publics et privés. Parallèlement, la fondation s’ouvre plus largement à la création contemporaine avec des expositions collectives telles que Sénégal contemporain (avril – juillet 2006) ou monographiques (Myriam Mihindou, Ingrid Mwangi, Romuald Hazoumè, Soly Cissé…). Les trois premiers bronzes d’Ousmane Sow en 2001 ou L’art en marche de Ndary Lo en 2002 participent à la représentation des deux sculpteurs sur la scène parisienne. Avec les expositions Ghana, hier et aujourd’hui (mars – juillet 2003), Design en Afrique, s’asseoir, se coucher et rêver (octobre 2012 – juillet 2013) ou encore Masques et Mémoires (décembre 2012 – avril 2013), la Fondation Dapper associe arts anciens art contemporain.
Entre mai 1986 et juin 2017, la fondation présente au sein du musée Dapper une cinquantaine d’expositions.

## Les Éditions Dapper
En lien avec les expositions qu’elle organise, la Fondation Dapper développe une activité éditoriale et publie des ouvrages réunissant des textes de spécialistes, d’historiens, historiens de l’art, ethnologues et anthropologues. En 1998, les Éditions Dapper lancent une collection de littérature puis des ouvrages destinés à la jeunesse.
Depuis 2018, dans le but de rendre l’art et la culture plus accessibles, la Fondation Dapper édite des livres d’art numériques gratuits. En 2018, elle publie le catalogue de l’exposition le Off de Dapper et celui de l’exposition Vivre ! Photographies de la résilience l’année suivante. Elle édite en mai 2020 l’ouvrage Le Graffiti pour sauver des vies qui s'intéresse à la place de l’art urbain dans la lutte contre le virus au Sénégal. Aude Leveau Mac Elhone en assure la direction.

## Fermeture du musée Dapper et ouverture à l’international
Confrontée à une baisse de la fréquentation et à l’augmentation de ses coûts de fonctionnement, la Fondation Dapper décide de fermer son espace muséal parisien le 18 juin 2017. Elle devient nomade dans le but d’investir de nouveaux lieux, en particulier là où l’offre culturelle est moins abondante et de sensibiliser un public nouveau, notamment sur le continent africain et dans les Caraïbes. Avant de fermer ses portes, le Musée Dapper rend un dernier hommage à Michel Leveau, disparu en 2012 avec l’exposition « Chefs-d’œuvre d’Afrique » (septembre 2015 – juin 2017) qui réunit 130 pièces de la collection Dapper.

### Présence au Sénégal
La Fondation développe son action en Afrique et plus particulièrement au Sénégal. Elle organise sur l’île de Gorée (Sénégal) plusieurs expositions telles que Masques et Mémoires (décembre 2012 - avril 2013) et Formes et Paroles (novembre 2014 - mars 2015).
La Fondation Dapper investit l’espace public qui permet d’être directement en contact avec les visiteurs. En 2016, elle s’engage avec le soutien de l’Institut français de Dakar et la mairie de Gorée, dans la réhabilitation de la place publique nommée « place du Marché-des-Jeunes-Filles », par la suite rebaptisée « place de l’Imam-Elimane-Amadou-Deme ». En 2017, elle participe à la manifestation Gorée - Regards sur Cours, dans le cadre de laquelle elle présente le travail de Nyaba Léon Ouedraogo et de Jason deCaires Taylor (avril-mai 2017).
En 2018, après la fermeture du musée Dapper à Paris, la Fondation Dapper conçoit, dans le cadre de la Biennale de Dakar, Le Off de Dapper (mai-juin 2018), une exposition réunissant des artistes de renommée internationale : Ernest Breleur, Soly Cissé, Joël Mpah Dooh, Bili Bidjocka et Gabriel Kemzo Malou, les photographies de Joana Choumali et les artistes BeauGraff et Guiso du collectif RBS Crew. Dans le In de la Biennale de Dakar, la Fondation Dapper présente également dans l’ancien palais de justice de Dakar, la première rétrospective consacrée à l’artiste sénégalais Ndary Lo, disparu en 2017.
En 2019, la Fondation Dapper lance sur les réseaux sociaux un appel à projets photographiques sur le thème « Contre vents et marées ». Le travail de quinze photographes vivant en Afrique, en Europe, dans les Caraïbes ou l’océan Indien est sélectionné puis présenté au public lors de l’exposition Vivre ! Photographies de la résilience (mars-mai 2019). À cette occasion, un catalogue numérique gratuit est édité.

### Présence dans les Caraïbes
La Fondation Dapper cherche à renouer avec les Caraïbes et à participer à la circulation des artistes entre les continents. L'exposition Afriques. Artistes d’hier et d’aujourd’hui (janvier-mai 2018) qu'elle organise en Martinique avec la Fondation Clément réunit une centaine d’œuvres d’arts anciens issues de la collection Dapper et les œuvres de dix-sept artistes contemporains de renom : Ousmane Sow, Omar Victor Diop, Samuel Fosso, Malala Andrialavidrazana, Hassan Musa, Sam Nhlengethwa, Freddy Tsimba, Cyprien Tokoudagba, Ouattara Watts, Omar Ba, Barthélemy Toguo, Chéri Samba, Kudzanai-Violet Hwami, Nyaba Léon Ouedraogo, Ransome Stanley, Soly Cissé et Joana Choumali.

### Carte blanche au musée du quai Branly - Jacques Chirac
La Fondation Dapper sera à Paris en 2021 avec l’exposition Désir d’humanité, les univers de Barthélémy Toguo (avril – décembre 2021) présentée au musée du quai Branly - Jacques Chirac. Cette exposition instaure un dialogue entre des œuvres de l’artiste camerounais de renommée internationale et des pièces d’arts anciens.

## Expositions
- Désir d'humanité, les univers de Barthélémy Toguo (6 avril 2021 - 5 décembre 2021)
- Vivre ! Photographies de la résilience (29 mars 2019 - 31 mai 2019)
- Le Off de Dapper, Dakar’t 2018 (5 mai 2018 - 3 juin 2018)
- Ndary Lo, rétrospective, Dakar’t 2018 (3 mai 2018 - 2 juin 2018)
- Afriques. Artistes d’hier et d’aujourd’hui (21 janvier 2018 - 6 mai 2018)
- Chefs-d’œuvre d’Afrique, dans les collections du Musée Dapper (30 septembre 2015 - 18 juin 2017)
- Les Fantômes du fleuve Congo, photographies de Nyaba Léon Ouedraogo (29 avril 2017 - 1er mai 2017)
- Les Mutants, de Soly Cissé (24 mars 2017 - 18 juin 2017)
- L’Art de manger, rites et croyances. Afrique, Océanie et Insulinde (15 octobre 2014 - 12 juillet 2015)
- Formes et paroles (9 octobre 2013 - 6 juillet 2014)
- Initiés, bassin du Congo (9 octobre 2013 - 6 juillet 2014)
- Design en Afrique, s’asseoir, se coucher et rêver (10 octobre 2012 - 14 juillet 2013)
- Masques (8 décembre 2012 - 7 avril 2013)
- Mémoires (8 décembre 2012 - 7 avril 2013)
- Mascarades et Carnavals (5 octobre 2011 - 15 juillet 2012)
- Angola, figures de pouvoir (10 novembre 2010 - 10 juillet 2011)
- L’Art d’être un homme, Afrique, Océanie (15 octobre 2009 - 11 juillet 2010)
- Femmes dans les arts d’Afrique (10 octobre 2008 - 12 juillet 2009)
- Animal (11 octobre 2007 - 20 juillet 2008)
- Gabon, présence des esprits (20 septembre 2006 - 22 juillet 2007)
- Sénégal contemporain (27 avril 2006 - 13 juillet 2006)
- Brésil, l’héritage africain (22 septembre 2005 - 26 mars 2006)
- Signes du corps (23 septembre 2004 - 3 avril 2005)
- Parures de tête (25 septembre 2003 - 11 juillet 2004)
- Ghana, hier et aujourd’hui/Yesterday and Today (7 mars 2003 - 13 juillet 2003)
- Les Bois sacrés d’Hélénon (9 octobre 2002 - 4 février 2003)
- Le Geste kôngo (14 septembre 2002 - 2 février 2003)
- L’Art en marche de Ndary Lo (13 février 2002 - 21 juillet 2002)
- Afrique secrète (13 février 2002 - 21 juillet 2002)
- Lam Métis (26 septembre 2001 - 20 janvier 2002)
- Les Trois Premiers Bronzes d'Ousmane Sow (26 avril 2001 - 30 juin 2001)
- Arts d’Afrique (12 décembre 2000 - 6 juin 2001)
- Chasseurs et Guerriers (30 avril 1998 - 30 octobre 1998)
- Réceptacles (23 octobre 1997 - 30 mars 1998)
- Magies (21 novembre 1996 - 29 octobre 1997)
- Masques (26 octobre 1995 - 30 septembre 1996)
- Au fil de la parole (18 mai 1995 - 25 septembre 1995)
- Dogon (26 octobre 1994 - 13 mars 1995)
- Corps sublimes (19 mai 1994 - 3 octobre 1994)
- Luba, aux sources du Zaïre (25 novembre 1993 - 17 avril 1994)
- Formes et couleurs (1er avril 1993 - 15 septembre 1993)
- Vision d’Océanie (22 octobre 1992 - 15 mars 1993)
- Le Grand Héritage (21 mai 1992 - 15 septembre 1992)
- Fang (21 novembre 1991 - 15 avril 1992)
- Pygmées (30 mai 1991 - 29 septembre 1991)
- Cuillers-sculptures (31 janvier 1991 - 28 avril 1991)
- Résonances (11 octobre 1990 - 16 janvier 1991)
- Objets interdits (23 novembre 1989 - 7 avril 1990)
- Supports de rêves (20 avril 1989 - 16 septembre 1989)
- Bénin, trésor royal (26 avril 1989 - 23 septembre 1989)
- Art et mythologie : figures tsokwe (13 octobre 1988 - 25 février 1989)
- Au royaume du signe (26 mai 1988 - 24 septembre 1988)
- Chefs-d’œuvre inédits de l’Afrique noire (10 octobre 1987 - 5 mai 1988)
- Abstractions aux royaumes des Kuba (18 février 1987 - 16 mai 1987)
- Aethiopia, vestiges de gloire (3 juillet 1987 - 3 octobre 1987)
- La Voie des ancêtres (6 novembre 1986 - 7 février 1987)
- Les Cabinets de curiosités au XVIIe siècle (5 mai 1986 - 10 octobre 1986)
- Figures de reliquaire dites Kota (5 mai 1986 - 1er octobre 1986)